# Schladminger Gletscher
Der Schladminger Gletscher ist nach dem Hallstätter Gletscher und dem Großen Gosaugletscher der drittgrößte Gletscher des Dachsteingebirges in Österreich.

## Historische Gletscherstände und Forschung
Eine zusammenhängende Plateauvergletscherung am Dachstein ist nach dem Zerfall des Eisstromnetzes im Spätglazial zuletzt für das Gschnitz-Stadium anzunehmen, die Trennung des Schladminger Gletschers vom Hallstätter Gletscher dürfte sich endgültig nach dem Daun-Stadium vollzogen und auch für den Egesenstand Gültigkeit haben. Da im Gelände aber außer vereinzelten Grundmoränenresten konkrete Anhaltspunkte auf spätglaziale Stadien fehlen, sind beim Schladminger Gletscher Rekonstruktionen von älteren Gletscherständen nur rechnerisch mit Hilfe von Schneegrenzabschätzungen möglich.
In Bezug auf postglaziale Gletscherstände wird in der Literatur ein 50 m langes Wallstück im Vorfeld der 1850er Moräne, das an den nordost-verlaufenden Felssporn des Koppenkares anschließt, beschrieben. Diese Moräne wurde von Roman Moser dem „frührezenten“ Fernau-Vorstoß im 16. Jh. zugeordnet. Die Grobblockigkeit und der Grad der Auswaschung weisen allerdings auf ein möglicherweise höheres Alter hin. Eine Parallelisierung dieser Ablagerungen mit den Moränen des Taubenriedelstandes am Hallstätter Gletscher und den ebenso groblockigen Moränen im Vorfeld des Großen Gosau- und Schneelochgletschers wäre naheliegend, ist aber nicht zwingend. Eventuell könnte es sich auch bei derartigen Blockwällen nicht um eigenständige Gletschervorstöße, sondern nur um vom Gletscherrand des jeweiligen Höchststandes abgerollte Steine handeln, wie dies im Vorfeld des Hallstätter Gletschers von Friedrich Simony beobachtet und im Dachsteinwerk beschrieben wurde.

## Der Hochstand von 1850 und die Rückzugsphasen des Schladminger Gletschers
Friedrich Simony beschrieb den Schladminger Gletscher um die Mitte des 19. Jahrhunderts als allgemein spaltenarm, der Gletscher zeigte nur beim Abfall gegen den Großen Koppenkarstein etwa 45 Grad Neigung und dort auch tiefe Spalten. Die Wachstumsperiode wurde zwischen 1840 und 1850 abgeschlossen, seither erfolgte eine konstante Massen- und Flächenabnahme. Der Gletscher hatte selbst beim Maximalstand keine ausgeprägte Zunge wie etwa der Hallstätter Gletscher oder der Große Gosaugletscher, er endete in breiter Front, der Abfluss fand mehrere hundert Meter zunächst oberirdisch durch einen Bach statt, der jedoch schließlich in den zahlreichen Dolinen und Karstwannen versiegte.
Der Hochstand von 1850 ist auch heute noch im Gelände durch vielfach gut erhaltene Moränenwälle nachvollziehbar. Der Moränenbogen reicht vom Nordost-Sporn des Koppenkarsteines (2320 m) bis zu den südlichen Ausläufern des Mittersteines (2350 m). Der Wall ist an seiner tiefsten Stelle bei 2250 m bis zu 150 m unterbrochen, was auf Schmelzwässer zurückzuführen ist. Zur Zeit des Hochstandes um 1850 war der Schladminger Gletscher noch mit der ausgedehnten Flankenvereisung der Osthänge des Hohen Gjaidsteines verbunden, die auch in der Folge noch lange bestehen blieb. Charakteristisch für das weitere Abschmelzen des Schladminger Gletschers war das oftmalige "Ertrinken" der Gletscherzungen im Schutt, auch änderte der Gletscher beim Rückschmelzen immer wieder die Form und spaltete sich in zahlreiche Lappen und Teilzungen auf.
1850 wies der Schladminger Gletscher noch eine Fläche von 2,163 km² auf, 2015 nur noch annähernd 0,680 km². Der Gletscher hat somit seit 1850 mehr als ⅔ seiner Fläche verloren. Der tiefste Punkt lag im Jahr 2018 bei rund 2540 m (Talstation des damaligen Schladminger Liftes), der Gletscher zeigt kaum noch Fließbewegung, die Verbindung zum Hallstätter Gletscher im Bereich des Gjaidsteinsattels apert immer mehr aus.

## Bildergalerie

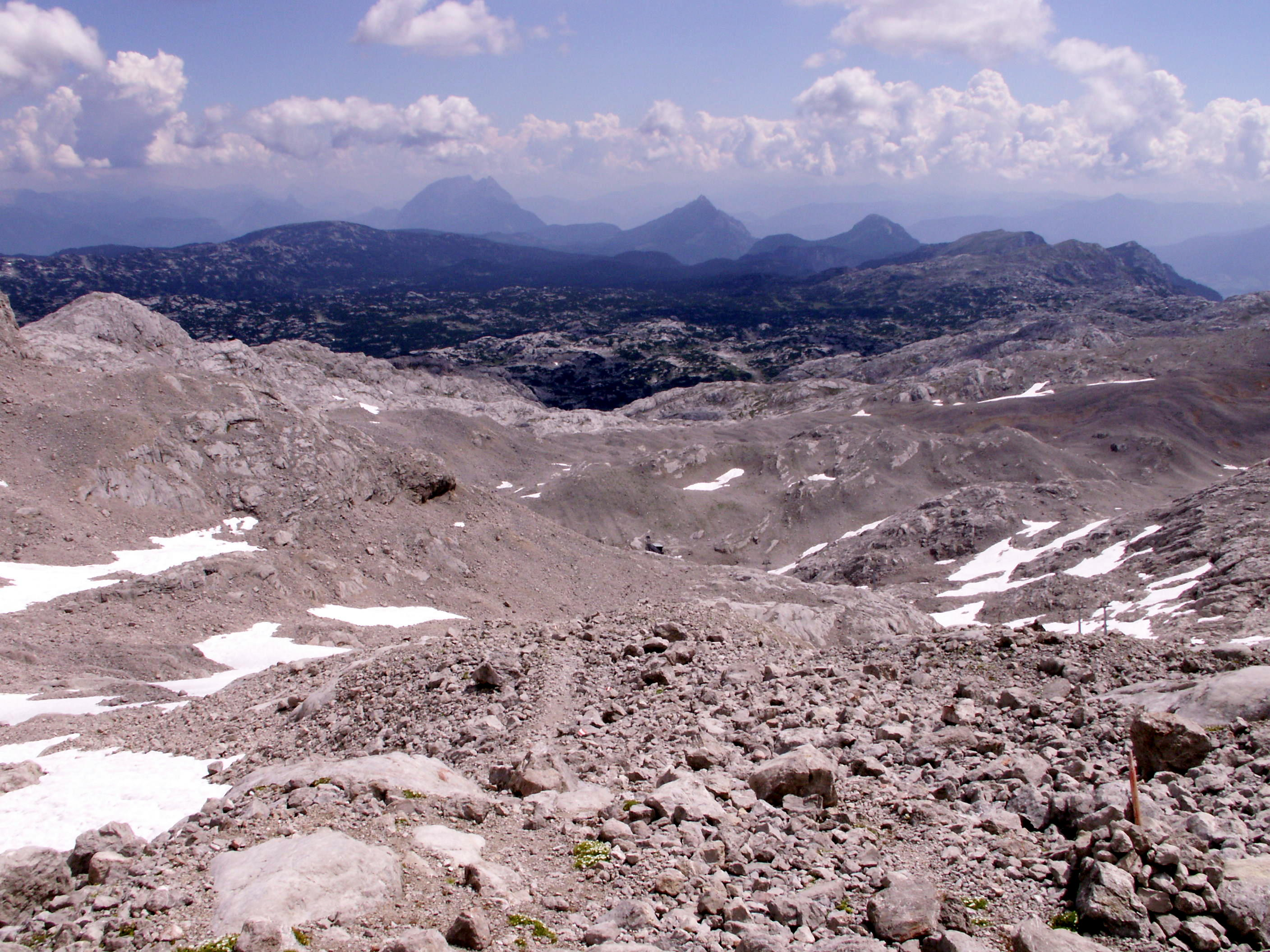
Das Vorfeld des Schladminger Gletschers mit den Moränenwällen des Hochstandes von 1850
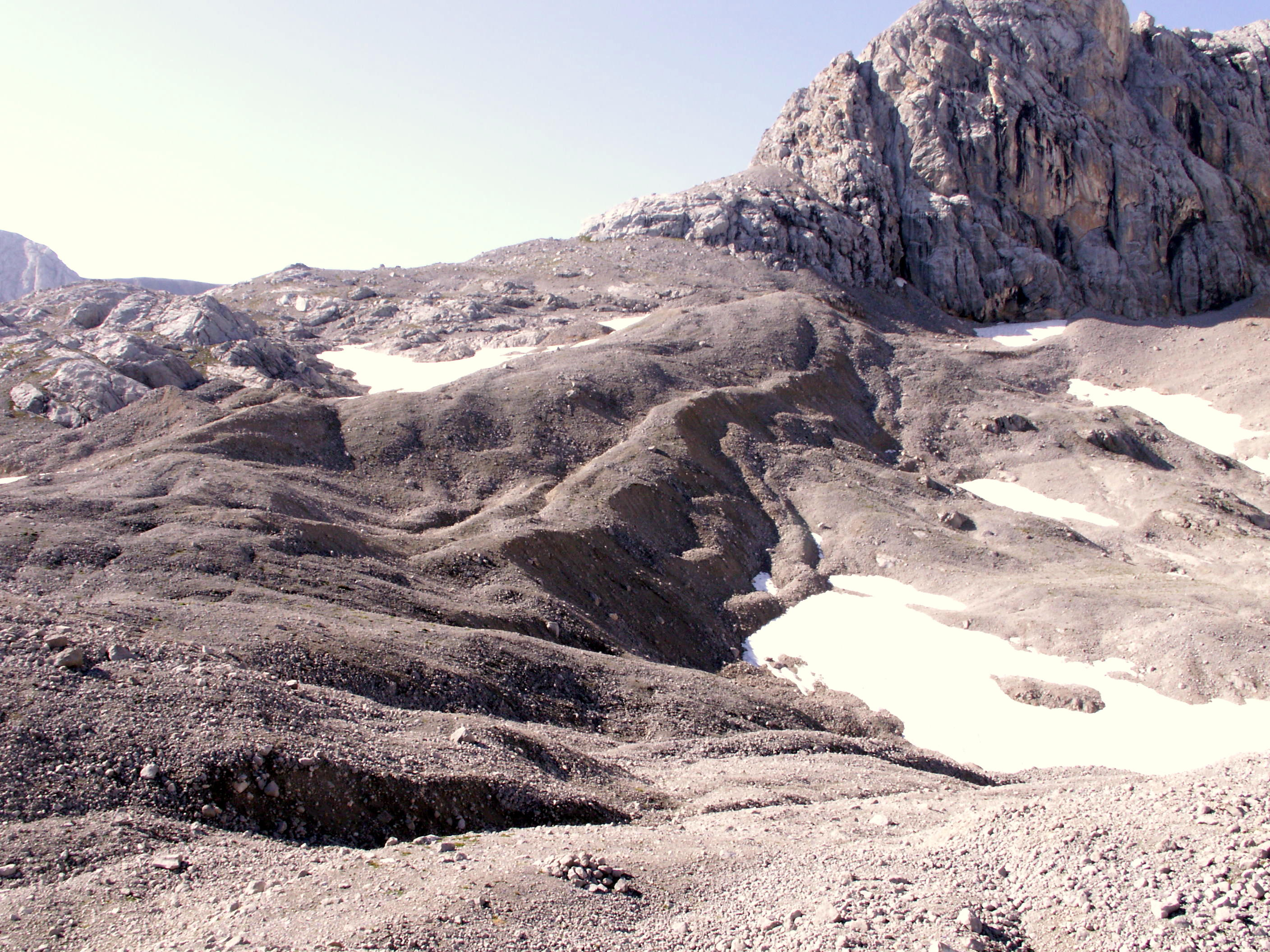
Moränenlandschaft des Hochstandes von 1850
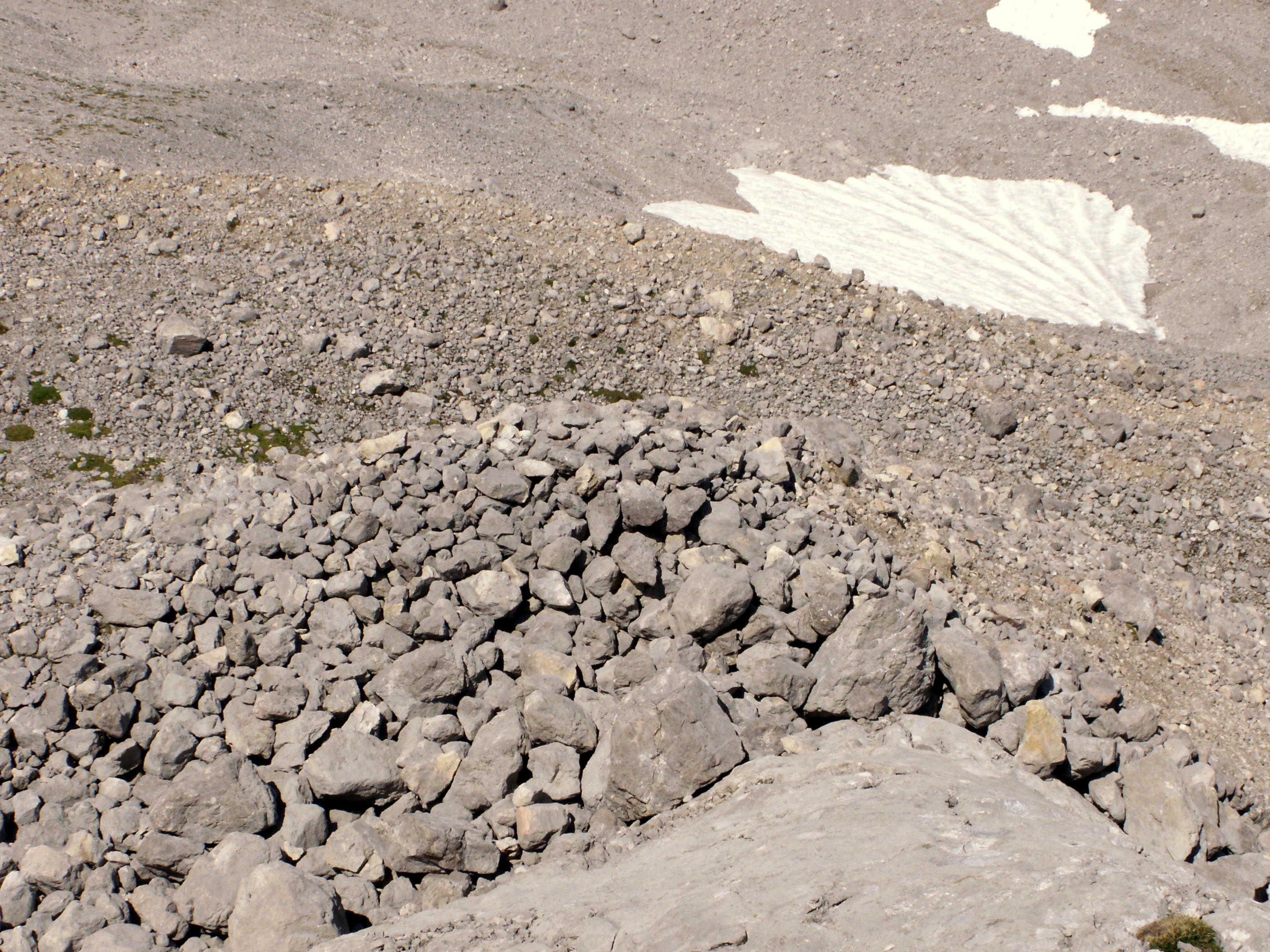
Grobblockiger Wall nahe der Moräne des Hochstandes von 1850
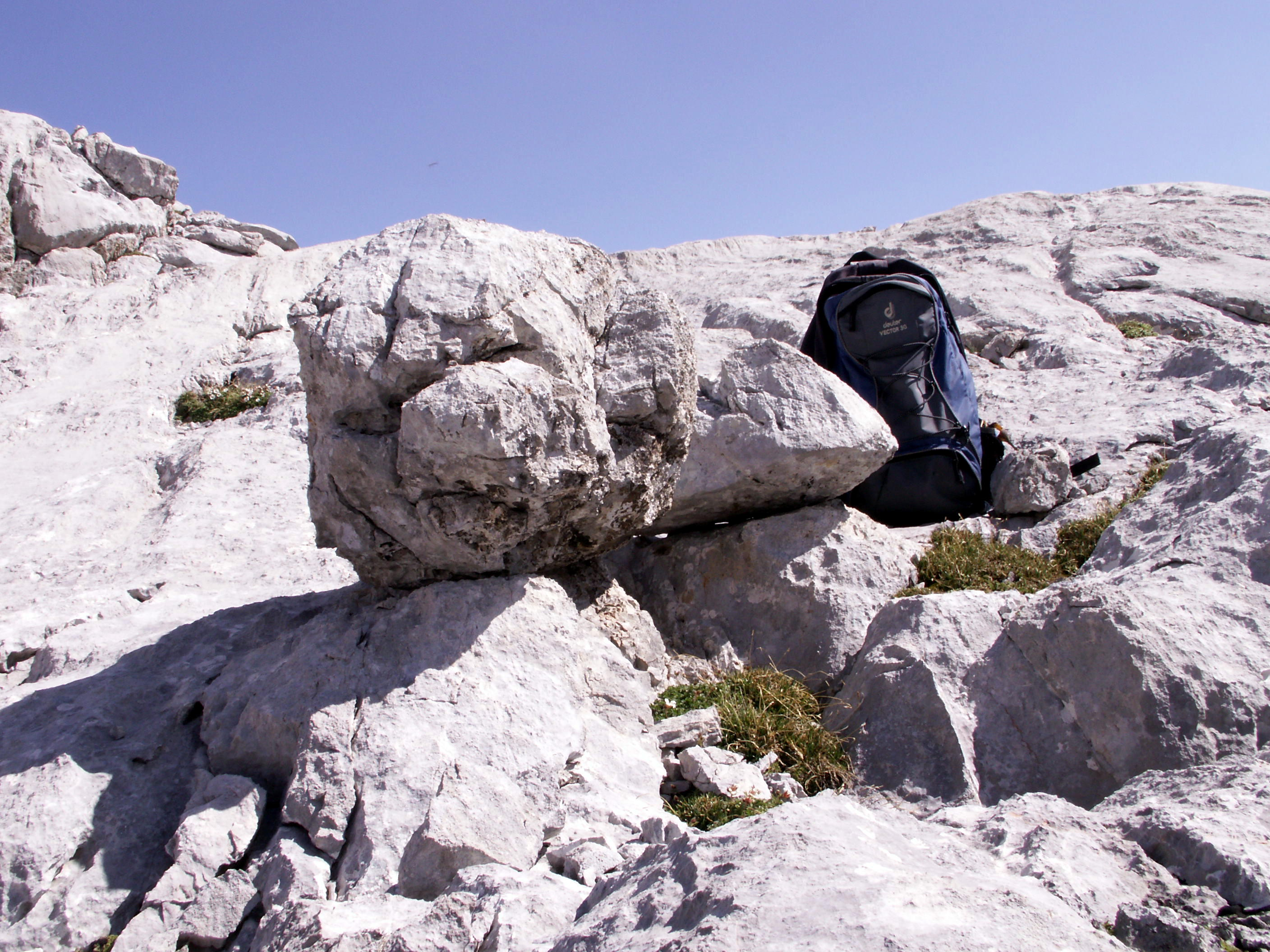
Karsttisch im erweiterten Vorfeld des Schladminger Gletschers

## Naturschutz, Seilbahnbau und Massentourismus
1963 wurde das zentrale Dachsteingebiet zum Naturschutzgebiet erklärt, 1998 erfolgte die Aufnahme in das "UNESCO Welt-Kulturerbe" „Hallstatt, Salzkammergut, Dachstein“. Durch die 1969 eröffnete Dachstein-Südwandbahn von der Türlwandhütte (1692 m) zum Hunerkogel (2687 m) begann eine Phase der Massenerschließung und Nutzung der Gletscherflächen durch Weganlagen, Gletscherlifte, Loipen und „alpinen“ Attraktionen wie eine Hängebrücke ins Nichts, der Aussichtsplattform Skywalk oder einem im Sommer mit Planen abgedeckten Eispalast. Durch die Dimensionen und die Vielzahl der technischen Anlagen sind allerdings die Folgen der touristischen Übernutzung wie eine dramatische Verschmutzung der Gletscheroberfläche und jegliche Art von Müll (Plastik, Dosen, Batterien, …) in einer alpin hochsensiblen und eigentlich unter Naturschutz stehenden Region unübersehbar.

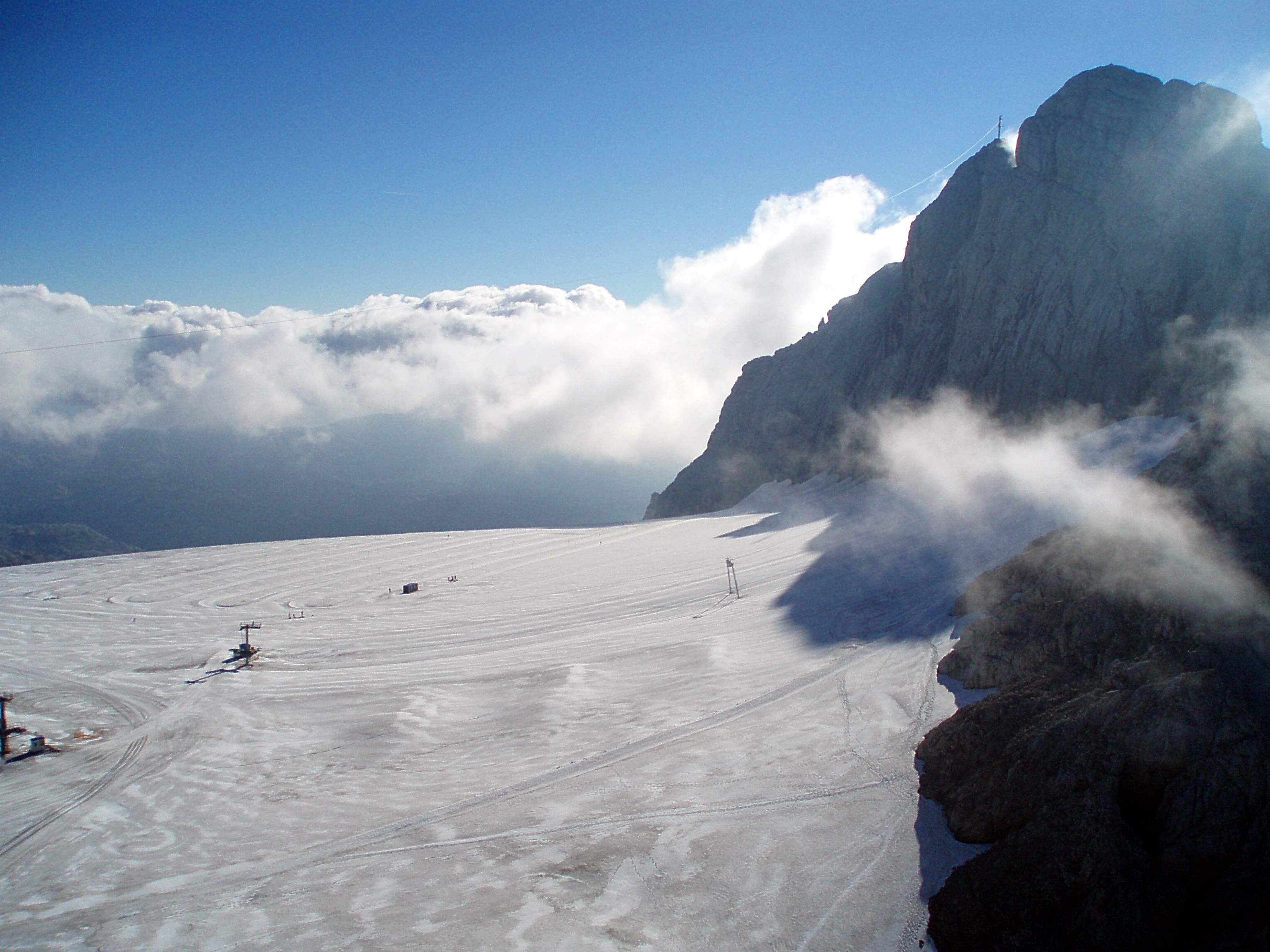
Schladminger Gletscher mit gespurten Langlaufloipen
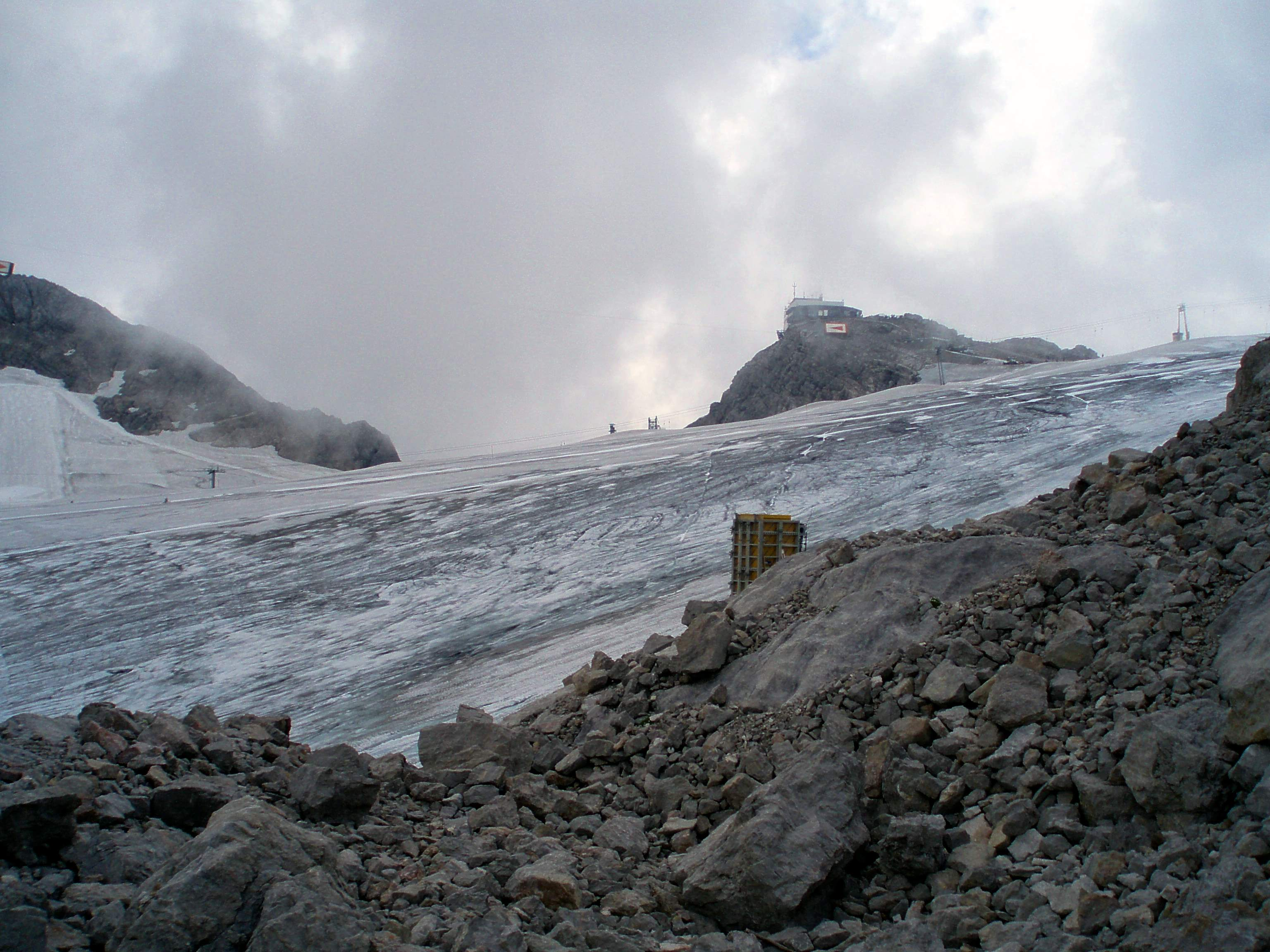
Sommerschilauf am Schladminger Gletscher !?
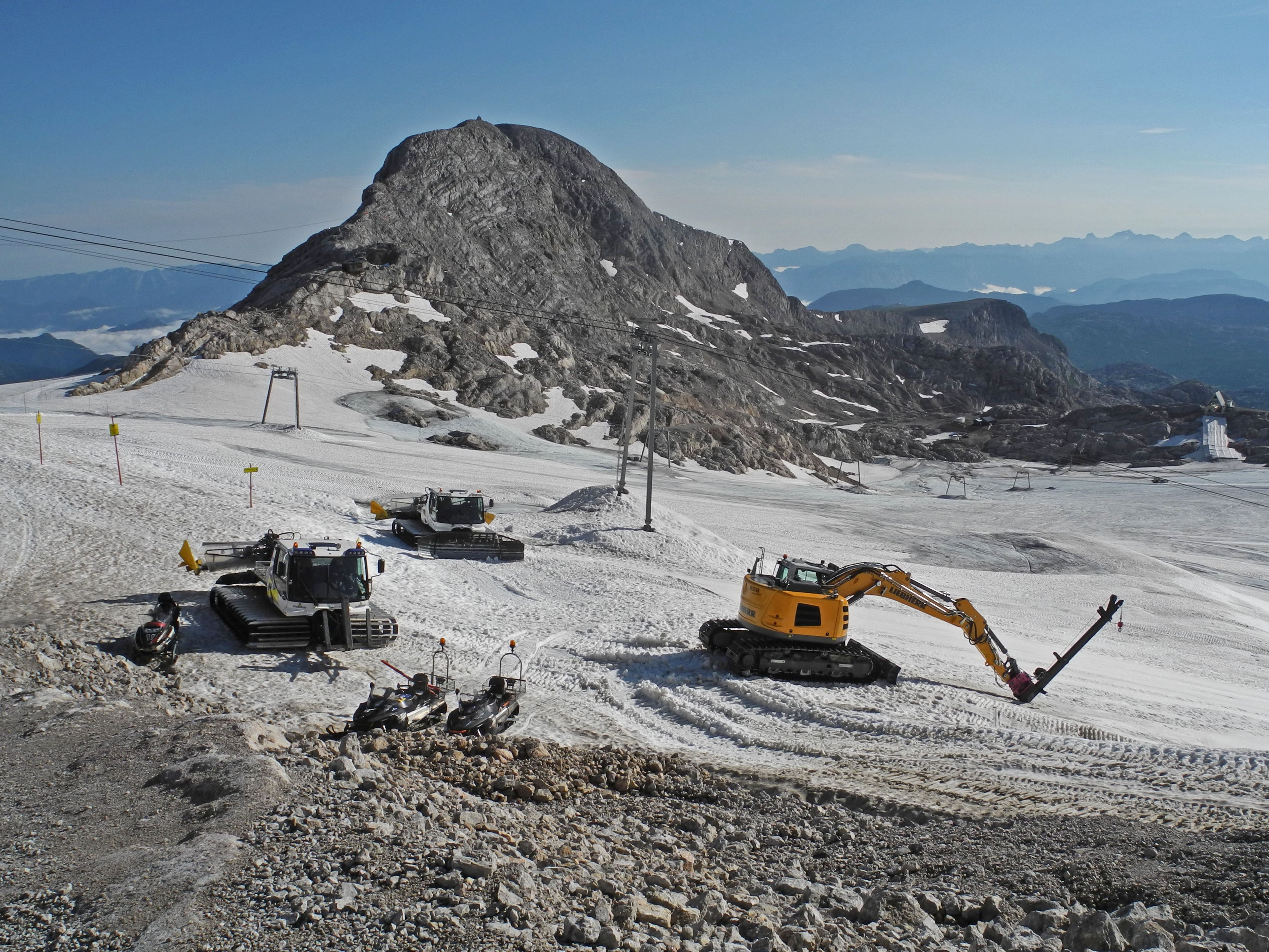
Liftstützen auf dem Gjaidsteinsattel
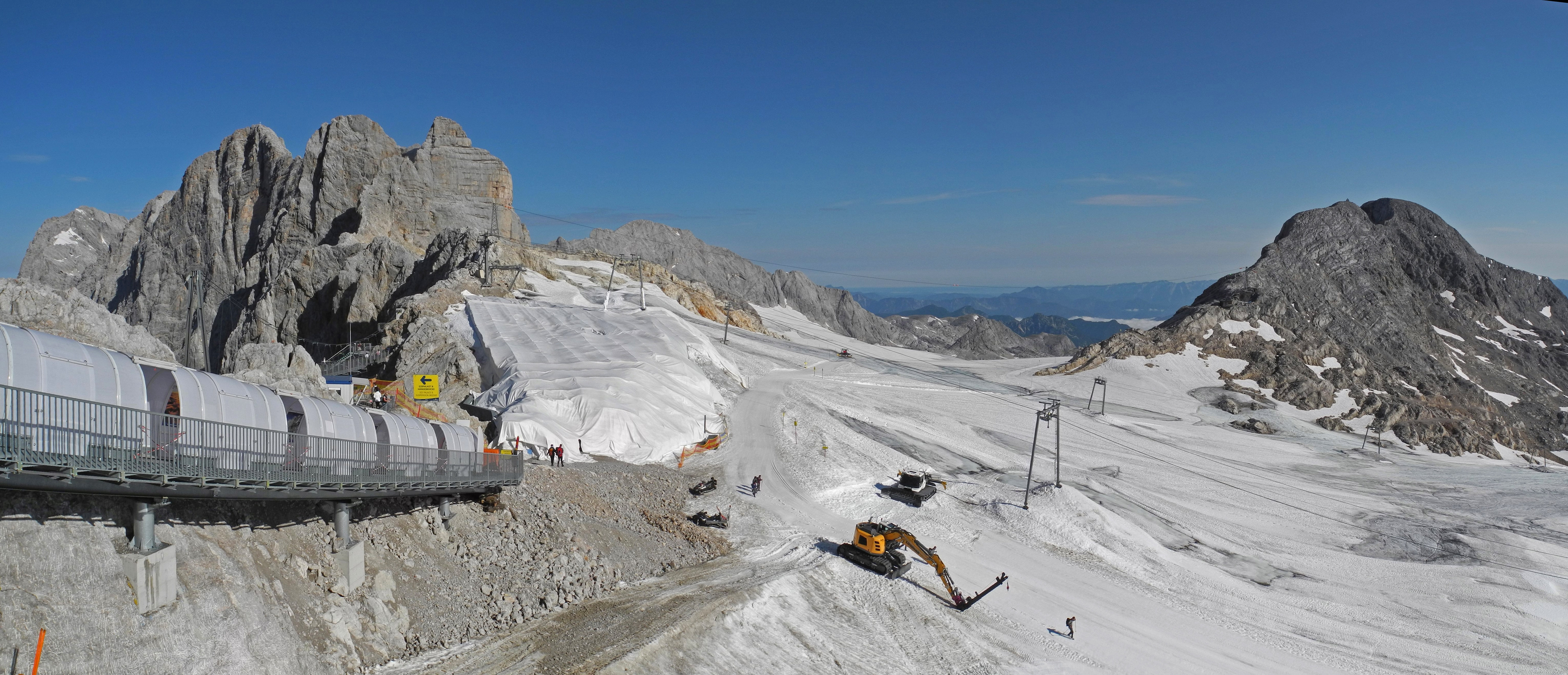
Gjaidsteinsattel mit abgedecktem Eispalast und Infrastruktur
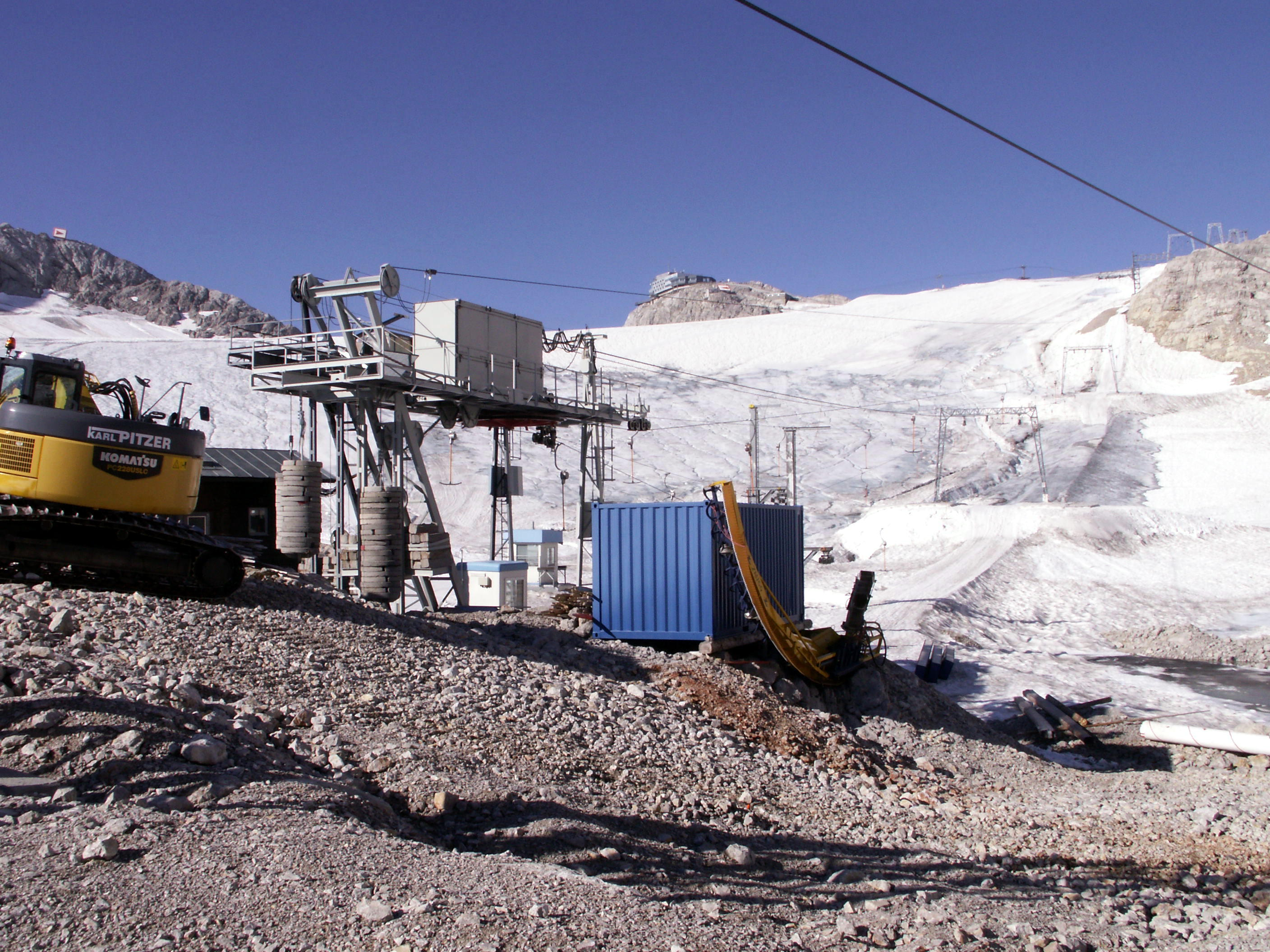
Gletscherlift Talstation

## Almwirtschaft und Sagen
Die am Plateau liegenden Almen werden von Vischer als Zlacken (Lackenmoosalm), im lang Kohr (Langkaralm), Das Gaid (Gjaidalm), Taubenkor (Taubenkaralm), Schenbihel (Schönbichlalm) und das Matteregg (Modereckalm) bezeichnet. Auch die Bezeichnungen Schladminger Alm und Verfallene Alm sind zu finden. Südöstlich des Schladminger Gletschers auf 2040 m ü. A. liegt die Brunngrube oder auch Lange Grube. In diesem langgezogenen Kar konnte 1996 eine spätbronzezeitliche Siedlung entdeckt werden. Eine 14C-Datierung erbrachte ein Alter von 3.385 Jahren. Ähnliche Funde sind auch von anderen Gebirgsregionen und Gletschervorfeldern bekannt.
Die Sage von der übergossenen Alm spiegelt die vergangene Blütezeit des Dachsteingebirges wider. Vor langer Zeit, so die Sage, war auf den üppigen Almwiesen genug Futter für die Kühe, die im Überfluss Milch gaben, so dass große Käselaibe und würzige Butterstriezel die Vorratskästen der Menschen füllten. Dieser Überfluss machte die Menschen jedoch stolz und übermütig, und sie begannen, sich mit der Milch zu waschen und darin zu baden. Damit nicht genug, sie legten die Fußböden mit Käselaiben aus, und verstopften die Fugen der Wände mit Butter. Als Strafe für diesen Frevel begann es in großen Flocken zu schneien und zu schneien und zu schneien, und der Schneefall hörte über Wochen nicht mehr auf, so dass die Almen unter dem Schnee begraben wurden, der bald zu Eis erstarrte.
Dieses Sagenmotiv von der übergossenen Alm, das im Alpenraum im Zusammenhang mit Gletschern häufig anzutreffen ist, erinnert vielleicht an die Kleine Eiszeit, eine dramatische Klimaverschlechterung, die um 1580 einsetzte und über 100 Jahre andauerte. Damals konnten viele Almen nur beschränkt genutzt werden, einzelne Almen mussten sogar aufgegeben werden. Möglicherweise ist diese Sage jedoch noch älter und beruht auf der Existenz bronzezeitlicher Siedlungen, die im Zuge des Gletscherrückgangs durch die Globale Erwärmung nun wieder zum Vorschein kommen. So zeugen die Steinkränze der Fundamente längst verfallener Almhütten von einer vergangenen Blütezeit.